# Gombaud de Gascogne
Pour les articles homonymes, voir Gombaud.
Gombaud ou Guimbaud fut un membre de la maison de Gascogne, évêque de Gascogne, associé au gouvernement de son frère Guillaume Sanche. Il est aussi archevêque de Bordeaux. 

## Biographie
Il est issu de la famille Sanche, qui règne au moins depuis le début du Xe siècle sur la partie occidentale de la Gascogne. Il serait le fils de Sanche Garcia et le frère de Sanche de Gascogne et de Guillaume Sanche. Il est donc héritier du duché de Gascogne et comte d’Agen-Bazas.
Devenu veuf, il serait passé à l'état ecclésiastique et son frère l'aurait pourvu en 977 des évêchés d'Agen, Aire et Bazas et l'aurait associé à son gouvernement. Il est aussi probable qu'il se soit emparé des autres évêchés gascons, Dax, Bayonne, Lescar et Oloron, puisqu'il signait episcopus Vasconiae, évêque de Gascogne. En 989, il est nommé archevêque de Bordeaux. C'est lui qui, en sa qualité d'archevêque aquitain, convoque le concile de Charroux en juin 989.

## Union et descendance
Il laissa un fils, Hugues, qui fut nommé abbé de Condom par son oncle Guillaume Sanche, puis succéda à son père aux évêchés d´Agen et de Bazas. Il se serait démis de ce dernier évêché après les remontrances de Benoît VIII.